# Gas natural en Israel

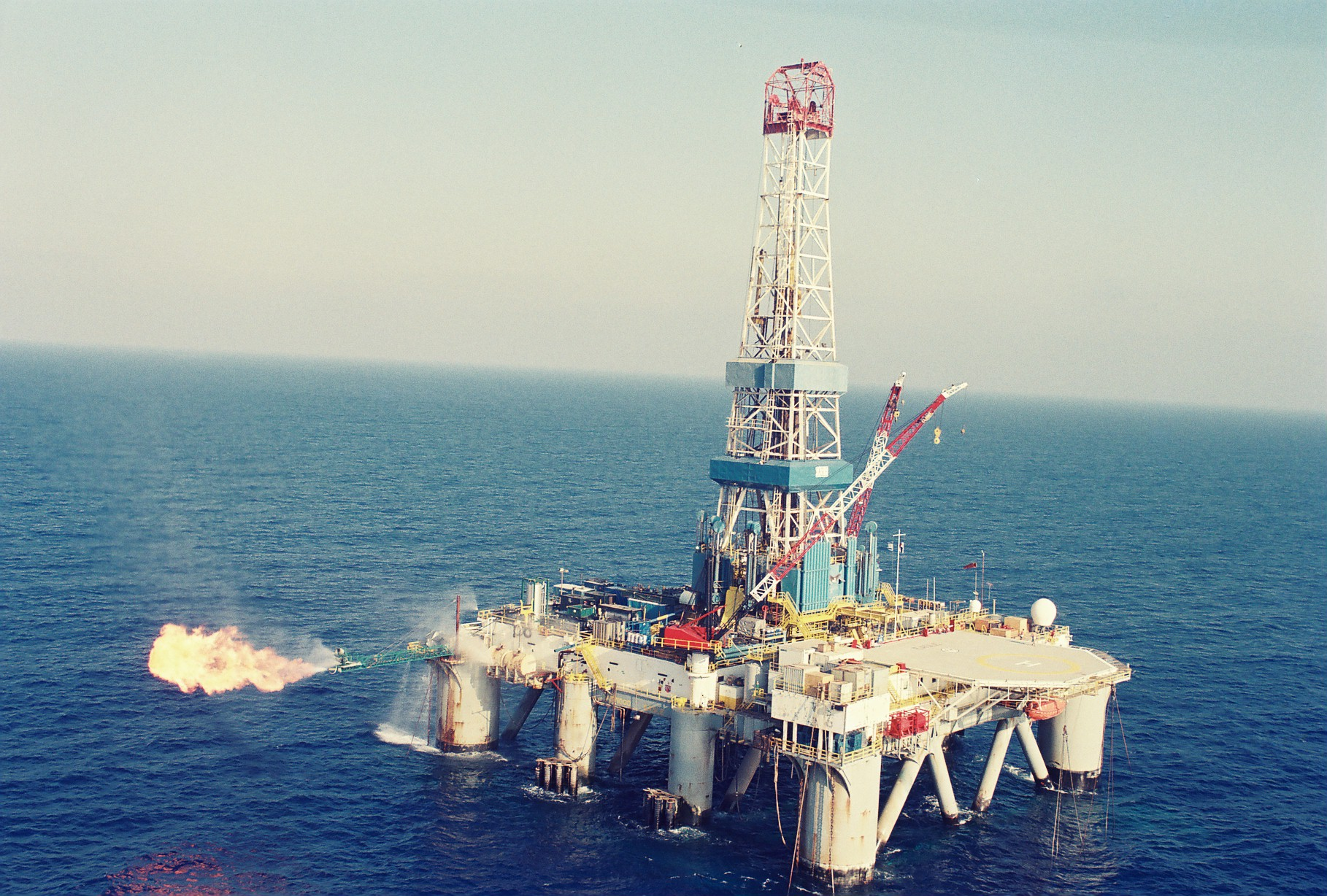
Campo de gas natural Noa, costa de Ashkelon

Mapa de red de líneas de gas natural de Israel

El gas natural en Israel es una fuente de energía primaria de ese país. A partir del 2014, Israel produjo más de 7.5 mil millones de metros cúbicos (bcm) de gas natural al año y exportó gas natural sólo a los territorios palestinos. Israel tenía 199 mil millones de metros cúbicos (cu m)  de reservas probadas de gas natural a partir del 2016.

## Historia

Consumo de fuentes de energía de combustibles fósiles en Israel desde 1980. El consumo de carbón aumentó constantemente desde 1980, cuando fue insignificante. El consumo de gas natural fue casi nulo en 2003 y ha aumentado constantemente desde entonces.

Históricamente, Israel dependió de las importaciones externas para satisfacer la mayoría de sus necesidades energéticas, gastando una cantidad equivalente a más del 5% de su PIB por año en 2009 en las importación de productos energéticos. El sector del transporte se basa principalmente en gasolina y combustible diésel, mientras que la mayor parte de la producción de electricidad se genera utilizando carbón importado. A partir de 2013, Israel importaba alrededor de 100 millones de barriles de petróleo al año. El país posee reservas insignificantes de petróleo crudo, pero tiene abundantes recursos de gas natural nacional que fueron descubiertos en grandes cantidades a partir de 2009, después de muchas décadas de exploración fallida.
Hasta principios de los años 2000, el uso del gas natural en Israel era mínimo. A finales de los años noventa, el gobierno de Israel decidió alentar el uso del gas natural debido al beneficio medioambiental, coste, y razones de diversificación del recurso. Sin embargo, en aquel momento no había fuentes nacionales de gas natural y se esperaba que el gas fuera suministrado en el exterior en forma de LNG y por un futuro gasoducto procedente de Egipto (que eventualmente se convirtió en el gasoducto Arish-Ashkelon). Se hicieron planes para que la Corporación Eléctrica de Israel construyera varias centrales eléctricas a gas, para erigir una red nacional de distribución de gas y para una terminal de importación de GNL. Pronto después, el gas comenzó a ser encontrado dentro del territorio israelí, primero en cantidades modestas y una década más adelante en cantidades muy grandes situadas en aguas profundas de la costa israelí. Esto ha intensificado en gran medida la utilización del gas natural dentro de la economía israelí, especialmente en los sectores de la generación eléctrica y de la industria, con un consumo de 9.900.000 m 3 anuales entre 2000 y 2002 a 3.7 × 109 m³ (129 × 109 pies cúbicos) en 2010.
| 2004                                                                             | 2005 | 2006 | 2007 | 2008 | 2009 | 2010 | 2014 | 2016* | 2018* | 2020* | 2022* | 2024* | 2026* | 2028* | 2030* |
| -------------------------------------------------------------------------------- | ---- | ---- | ---- | ---- | ---- | ---- | ---- | ----- | ----- | ----- | ----- | ----- | ----- | ----- | ----- |
| 1.2                                                                              | 1.6  | 2.3  | 2.7  | 3.7  | 4.2  | 5.2  | 7.6  | 9.5   | 10.1  | 11.1  | 11.7  | 13    | 14.3  | 15.3  | 16.8  |
| Las cifras son en Miles de millones de Metros Cúbicos (BCM) por año . *Estimado. |      |      |      |      |      |      |      |       |       |       |       |       |       |       |       |

## Descubrimientos de gas

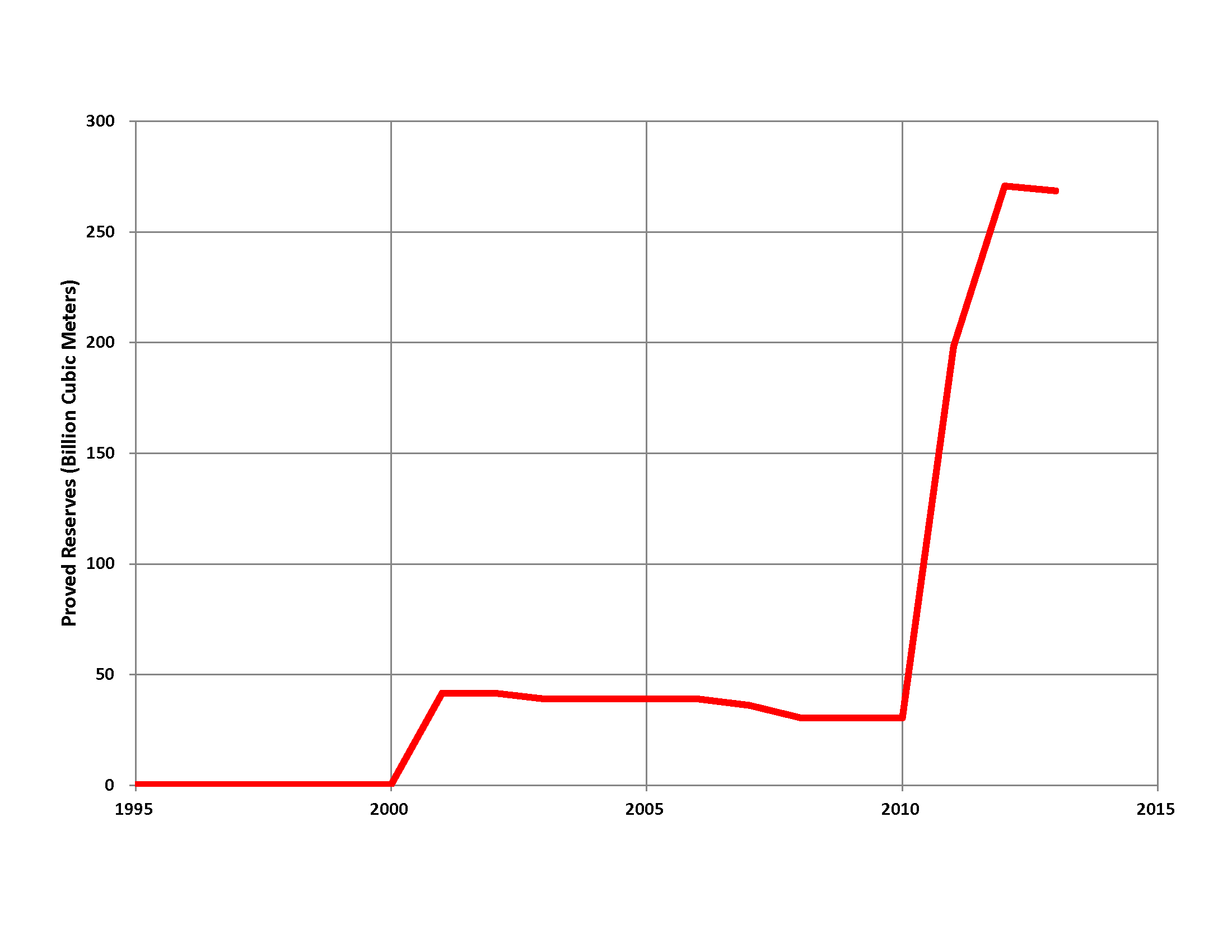
Reservas probadas de gas natural en Israel

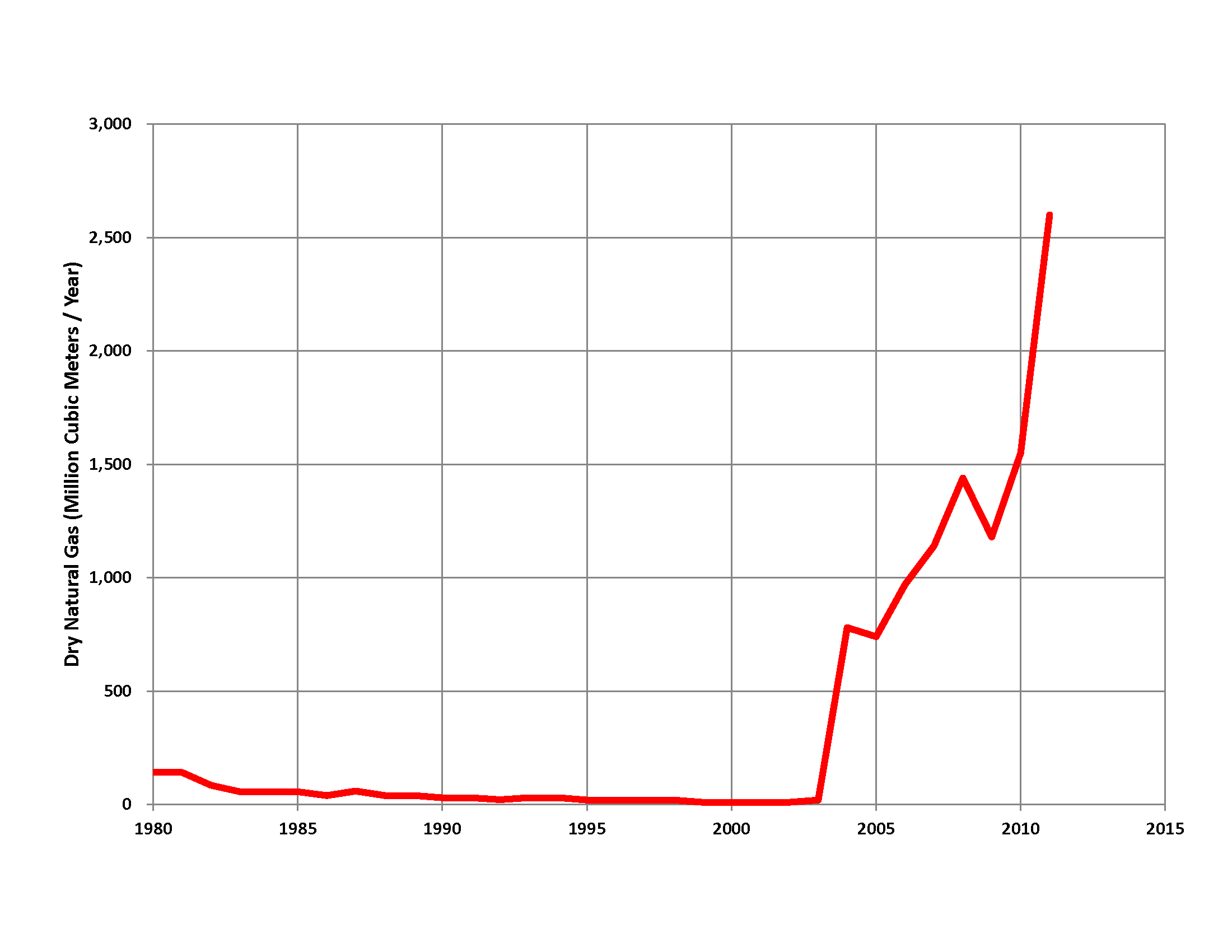
Producción de gas natural en Israel, 1980-2012 (Administración de Información Energética de EE. UU.)

En 2000, un modesto descubrimiento se hizo cuando un campo de gas natural de 33.000 millones de metros cúbicos (BCM), o 1.200 billones de pies cúbicos, fue localizado en la costa de Ashkelon, con producción comercial a partir de 2004. A partir de 2014 Sin embargo, este campo está casi agotado antes de lo esperado debido al aumento de bombeo para compensar parcialmente la pérdida de gas egipcio importado a raíz de disturbios asociados con la caída del régimen de Mubarak en 2011. En 2009 se localizó en aguas profundas aproximadamente 90 km (60 millas) al oeste de Haifa , un importante descubrimiento de gas llamado Tamar , con reservas probadas de 223 BCM o 7,9 × 1012 cu ft (307 BCM total probado + probable), como también un campo más pequeño de 15 BCM (530 × 109 cu ft) situado más cerca de la costa.  Además, los resultados de los estudios sísmicos 3D y las perforaciones de prueba realizadas desde 2010 han confirmado que existe un depósito de gas natural estimado de 621 BCM (21.9 × 1012 cu ft) en una gran superficie subacuática, una formación geológica cercana al gran campo de gas ya descubierto en 2009. Un artículo en The Economist declaró que Israel había "verificado" los hallazgos de gas de 35 billones de pies cúbicos a principios de 2014. La Administración de Información sobre Energía de los Estados Unidos indicó que Israel tenía 7 billones de pies cúbicos de reservas probadas a partir del 1 de enero de 2015.
El campo de Tamar comenzó la producción comercial el 30 de marzo de 2013 después de cuatro años de extensas obras de desarrollo.  Se espera que el suministro de gas de Tamar impulse a la economía israelí, que ha sufrido pérdidas de más de NIS20.000 millones  entre 2011 y 2013 como consecuencia de la interrupción de los suministros de gas de su vecino Egipto (y que no se espera que Debido a la decisión de Egipto de suspender indefinidamente su acuerdo de suministro de gas a Israel). Como resultado, Israel, así como su otro vecino Jordania, que también sufrió interrupciones en el suministro de gas de Egipto, tuvieron que recurrir a la importación de combustibles líquidos pesados  significativamente más caros y contaminantes como fuentes sustitutivas de energía. Mientras que los suministros de gas egipcio a Jordania fueron parcialmente restaurados en 2013, los suministros de Tamar, y en el futuro del campo de Leviatán , se espera que satisfagan todas las necesidades nacionales de gas natural israelí en las próximas décadas. Además, debido al suministro errático de gas de Egipto, Jordania ha estado considerando la firma de un acuerdo para importar gas de Israel. Si bien es menos deseable para el reino desde el punto de vista político, tal acuerdo representa la opción más conveniente y menos costosa para que Jordania compense su pérdida de gas egipcio.  La escasez de energía en Egipto que la llevó a restringir sus exportaciones de gas natural significa que Egipto también algún día podrá obtener gas natural de Israel, aunque hasta ahora Egipto ha rechazado tales acuerdos por razones políticas, a pesar de que el aprovisionamiento del gas de Israel sería significativamente más barato que el de otras fuentes de gas natural importado.
Los grandes descubrimientos de gas hasta la fecha han confirmado que la cuenca del Levante del Mediterráneo Oriental contiene cantidades significativas de gas natural y, potencialmente, petróleo crudo.  En consecuencia, la exploración adicional de petróleo y gas en la costa de Israel continúa. Una fuente cercana al primer ministro Benjamin Netanyahu ha valorado las reservas de gas natural de Israel en 130.000 millones de dólares, mientras que en 2012 BusinessWeek estimó el valor de las reservas en 240.000 millones de dólares. Las empresas involucradas en la exploración pretenden exportar una parte de la futura producción, pero otros sostienen que sería preferible, por motivos geopolíticos, utilizar el gas dentro del país en lugar de otras fuentes de energía. A principios de 2012, el gabinete israelí anunció planes para establecer un fondo soberano de inversión (llamado "Fondo para los Ciudadanos Israelíes")  que asignaría parte de los derechos de la exploración de energía a la educación, la defensa y las inversiones en el extranjero.
| Campo     | Descubierto | Producción       | Tamaño estimado                        |
| --------- | ----------- | ---------------- | -------------------------------------- |
| Noa North | 1999        | 2012             | 50 mil millones de pies cúbicos        |
| Mari-B    | 2000        | 2004             | 1 billón de pies cúbicos               |
| Tamar     | 2009        | 2013             | 10.8 billones de pies cúbicos          |
| Dalit     | 2009        | No en producción | 700 mil millones de pies cúbicos       |
| Leviathan | 2010        | No en producción | 22 billones de pies cúbicos            |
| Dolphin   | 2011        | No en producción | 81.3 miles de millones de pies cúbicos |
| Tanin     | 2012        | No en producción | 1.2–1.3 billones de pies cúbicos       |
| Karish    | 2013        | No en producción | 2.3–3.6 billones de pies cúbicos       |

## Centrales eléctricas
- Central eléctrica de Dalia
- Central eléctrica de Dorad
- Central eléctrica de Eshkol
- Central eléctrica de Mishor Rotem
- Central eléctrica de Reading